# لیگ ملت‌های والیبال مردان ۲۰۲۵
لیگ ملت‌های والیبال مردان ۲۰۲۵ هفتمین دوره رقابت های لیگ ملت‌های والیبال مردان است که از تاریخ ۱۱ ژوئن تا ۳ اوت ۲۰۲۵ در حال برگزاری است. مرحله نهایی رقابت ها به میزبانی ورزشگاه منطقه بیلون در شهر نینگبو کشور چین برگزار خواهد شد.

## تیم های حاضر در مسابقه
از این دوره به بعد رقابت ها با ۱۸ تیم برگزار خواهند شد. دو جایگاه جدیدی که از امسال اضافه شدند به چین(قهرمان چلنجر کاپ ۲۰۲۴ شد) و اوکراین(به دلیل رتبه بالا در رده‌بندی جهانی فدراسیون بین‌المللی والیبال) تعلق گرفت.
| کشور         | کنفدراسیون | حضور های قبلی | حضور های قبلی | حضور های قبلی | بهترین عملکرد پیشین              |
| کشور         | کنفدراسیون | کل            | نخستین        | واپسین        | بهترین عملکرد پیشین              |
| ------------ | ---------- | ------------- | ------------- | ------------- | -------------------------------- |
| آرژانتین     | CSV        | ۶             | ۲۰۱۸          | ۲۰۲۴          | ۵ ام(۲۰۲۳)                       |
| برزیل        | CSV        | ۶             | ۲۰۱۸          | ۲۰۲۴          | قهرمان(۲۰۲۱)                     |
| بلغارستان    | CEV        | ۶             | ۲۰۱۸          | ۲۰۲۴          | ۱۱ ام(۲۰۱۸)                      |
| کانادا       | NORECA     | ۶             | ۲۰۱۸          | ۲۰۲۴          | ۶ ام(۲۰۲۴)                       |
| چین          | AVC        | ۴             | ۲۰۱۸          | ۲۰۲۳          | ۱۳ ام(۲۰۲۲)                      |
| کوبا         | NORECA     | ۲             | ۲۰۲۳          | ۲۰۲۴          | ۹ ام(۲۰۲۴)                       |
| فرانسه       | CEV        | ۶             | ۲۰۱۸          | ۲۰۲۴          | قهرمان(۲۰۲۲ و ۲۰۲۴)              |
| آلمان        | CEV        | ۶             | ۲۰۱۸          | ۲۰۲۴          | ۹ ام(۲۰۱۸)                       |
| ایران        | AVC        | ۶             | ۲۰۱۸          | ۲۰۲۴          | ۵ ام(۲۰۱۹)                       |
| ایتالیا      | CEV        | ۶             | ۲۰۱۸          | ۲۰۲۴          | ۴ ام(۲۰۲۲ و ۲۰۲۳)                |
| ژاپن         | AVC        | ۶             | ۲۰۱۸          | ۲۰۲۴          | نایب قهرمان(۲۰۲۴)                |
| هلند         | CEV        | ۴             | ۲۰۲۱          | ۲۰۲۴          | ۸ ام(۲۰۲۲)                       |
| لهستان       | CEV        | ۶             | ۲۰۱۸          | ۲۰۲۴          | قهرمان(۲۰۲۳)                     |
| صربستان      | CEV        | ۶             | ۲۰۱۸          | ۲۰۲۴          | ۵ ام(۲۰۱۸)                       |
| اسلوونی      | CEV        | ۴             | ۲۰۲۱          | ۲۰۲۴          | ۴ ام(۲۰۲۱ و ۲۰۲۴)                |
| ترکیه        | CEV        | ۱             | ۲۰۲۴          | ۲۰۲۴          | ۱۶ ام(۲۰۲۴)                      |
| اوکراین      | CEV        | ۰             | ۰             | ۰             | نداشته                           |
| ایالات متحده | NORECA     | ۶             | ۲۰۱۸          | ۲۰۲۴          | نایب قهرمان (۲۰۱۹ و ۲۰۲۲ و ۲۰۲۳) |

## نحوه برگزاری رقابت ها

#### دور مقدماتی
نحوه برگزاری خیلی شبیه به نحوه برگزاری در سال ۲۰۲۲ می باشد. با این تفاوت که در این دوره ۱۸ تیم حضور دارند. همه تیم ها در دور مقدماتی ۱۲ بازی انجام می دهند، به این صورت که بازی ها در ۳ هفته برگزار می شوند و هر تیم در هر هفته ۴ بازی انجام می دهد. مثل چند دوره گذشته ۸ تیم برتر دور مقدماتی به دور نهایی راه پیدا می کنند. البته تیم چین به دلیل داشتن میزبانی مرحله نهایی، در این مرحله حضور خواهد داشت و هفت تیم برتر دیگر به همراه این تیم صعود خواهند کرد.

#### دور نهایی
دور نهایی مسابقات به صورت مراحل حذفی و از مرحله یک چهارم نهایی آغاز خواهد شد. در مجموع هشت بازی برگزار خواهند شد، بدین صورت که: چهار بازی در مرحله یک چهارم نهایی، دو بازی نیمه نهایی، یک بازی رده بندی مقام سوم، یک بازی فینال.

## گروه بندی تیم ها
گروه بندی ها در ۱۰ دسامبر ۲۰۲۴ اعلام شدند.
| هفته اول                                       | هفته اول                                      | هفته اول                           | هفته دوم                                    | هفته دوم                                     | هفته دوم                               | هفته سوم                               | هفته سوم                                    | هفته سوم                                     |
| گروه ۱ کانادا                                  | گروه ۲ برزیل                                  | گروه ۳ چین                         | گروه ۴ بلغارستان                            | گروه ۵ ایالات متحده                          | گروه ۶ صربستان                         | گروه ۷ لهستان                          | گروه ۸ اسلوونی                              | گروه ۹ ژاپن                                  |
| ---------------------------------------------- | --------------------------------------------- | ---------------------------------- | ------------------------------------------- | -------------------------------------------- | -------------------------------------- | -------------------------------------- | ------------------------------------------- | -------------------------------------------- |
| ایتالیا فرانسه آرژانتین کانادا آلمان بلغارستان | اسلوونی ایالات متحده برزیل کوبا اوکراین ایران | لهستان ژاپن صربستان هلند ترکیه چین | ژاپن فرانسه اسلوونی اوکراین ترکیه بلغارستان | لهستان ایتالیا ایالات متحده برزیل کانادا چین | آرژانتین صربستان آلمان کوبا هلند ایران | لهستان فرانسه کوبا ایران بلغارستان چین | ایتالیا اسلوونی کانادا صربستان هلند اوکراین | ژاپن ایالات متحده برزیل آرژانتین آلمان ترکیه |

## ورزشگاه ها

### دور مقدماتی
| هفته اول          | هفته اول                            | هفته اول                |
| گروه ۱            | گروه ۲                              | گروه ۳                  |
| ----------------- | ----------------------------------- | ----------------------- |
| کبک، کانادا       | ریو دو ژانیرو، برزیل                | شی‌آن، چین               |
| ویدئوترون سنتر    | جیناسیو دو ماراکانازینیو            | مرکز ورزشی شی‌آن کوجیانگ |
| ظرفیت: ۱۰,۵۰۰     | ظرفیت: ۱۲,۰۰۰                       | ظرفیت: ۱۰,۰۰۰           |
|                   |                                     |                         |
| هفته دوم          |                                     |                         |
| گروه ۴            | گروه ۵                              | گروه ۶                  |
| بورگاس، بلغارستان | هافمن استیتز، ایلینوی، ایالات متحده | بلگراد، صربستان         |
| آرنا بورگاس       | ناو آرنا                            | اشتارک آرنا             |
| ظرفیت: ۴,۱۰۰      | ظرفیت: ۱۰,۵۴۳                       | ظرفیت: ۱۸,۳۸۶           |
|                   |                                     |                         |
| هفته سوم          |                                     |                         |
| گروه ۷            | گروه ۸                              | گروه ۹                  |
| گدانسک، لهستان    | لیوبلیانا، اسلوونی                  | چیبا، ژاپن              |
| ارگو آرنا         | استوژیتس آرنا                       | چیبا پورت آرنا          |
| ظرفیت: ۱۱,۴۰۹     | ظرفیت: ۱۲,۴۸۰                       | ظرفیت: ۷,۵۱۲            |
|                   |                                     |                         |

### دور نهایی
| همه بازی ها         |
| ------------------- |
| نینگبو، چین         |
| ورزشگاه منطقه بیلون |
| ظرفیت: ۸,۰۰۰        |
|                     |

## دور مقدماتی

#### رده بندی شرکت کننده ها
| رتبه | تیم                 | بازی | برد | باخت | امتیاز | SW | SL | SR    | SPW  | SPL  | SPR   | صعود یا سقوط                      |
| ---- | ------------------- | ---- | --- | ---- | ------ | -- | -- | ----- | ---- | ---- | ----- | --------------------------------- |
| ۱    | برزیل               | 12   | 11  | 1    | 32     | 35 | 11 | ۳٫۱۸۲ | 1095 | 998  | ۱٫۰۹۷ | Final round                       |
| ۲    | ایتالیا             | 12   | 10  | 2    | 28     | 33 | 14 | ۲٫۳۵۷ | 1100 | 962  | ۱٫۱۴۳ | Final round                       |
| ۳    | فرانسه              | 12   | 8   | 4    | 24     | 30 | 18 | ۱٫۶۶۷ | 1124 | 1050 | ۱٫۰۷۰ | Final round                       |
| ۴    | ژاپن                | 12   | 8   | 4    | 23     | 27 | 17 | ۱٫۵۸۸ | 1036 | 977  | ۱٫۰۶۰ | Final round                       |
| ۵    | لهستان              | 12   | 8   | 4    | 23     | 30 | 20 | ۱٫۵۰۰ | 1157 | 1129 | ۱٫۰۲۵ | Final round                       |
| ۶    | اسلوونی             | 12   | 7   | 5    | 19     | 22 | 22 | ۱٫۰۰۰ | 1002 | 985  | ۱٫۰۱۷ | Final round                       |
| ۷    | کوبا                | 12   | 6   | 6    | 20     | 28 | 26 | ۱٫۰۷۷ | 1196 | 1174 | ۱٫۰۱۹ | Final round                       |
| ۸    | ایران               | 12   | 6   | 6    | 19     | 25 | 24 | ۱٫۰۴۲ | 1088 | 1061 | ۱٫۰۲۵ |                                   |
| ۹    | اوکراین             | 12   | 6   | 6    | 18     | 25 | 25 | ۱٫۰۰۰ | 1087 | 1093 | ۰٫۹۹۵ |                                   |
| ۱۰   | بلغارستان           | 12   | 6   | 6    | 17     | 22 | 23 | ۰٫۹۵۷ | 993  | 1033 | ۰٫۹۶۱ |                                   |
| ۱۱   | ایالات متحده آمریکا | 12   | 6   | 6    | 17     | 21 | 24 | ۰٫۸۷۵ | 1006 | 1033 | ۰٫۹۷۴ |                                   |
| ۱۲   | آرژانتین            | 12   | 6   | 6    | 16     | 24 | 26 | ۰٫۹۲۳ | 1114 | 1118 | ۰٫۹۹۶ |                                   |
| ۱۳   | کانادا              | 12   | 5   | 7    | 17     | 23 | 24 | ۰٫۹۵۸ | 1064 | 1057 | ۱٫۰۰۷ |                                   |
| ۱۴   | آلمان               | 12   | 5   | 7    | 17     | 25 | 27 | ۰٫۹۲۶ | 1181 | 1179 | ۱٫۰۰۲ |                                   |
| ۱۵   | صربستان             | 12   | 3   | 9    | 10     | 15 | 29 | ۰٫۵۱۷ | 925  | 1038 | ۰٫۸۹۱ |                                   |
| ۱۶   | ترکیه               | 12   | 3   | 9    | 10     | 14 | 28 | ۰٫۵۰۰ | 945  | 992  | ۰٫۹۵۳ |                                   |
| ۱۷   | چین                 | 12   | 3   | 9    | 9      | 12 | 30 | ۰٫۴۰۰ | 881  | 990  | ۰٫۸۹۰ | Final round                       |
| ۱۸   | هلند                | 12   | 1   | 11   | 5      | 11 | 34 | ۰٫۳۲۴ | 942  | 1068 | ۰٫۸۸۲ | Excluded from 2026 Nations League |

1. ↑  Qualified as finals' host

### هفته  ۱

#### گروه ۱کبک-کانادا
- همه زمان ها به زمان منطقه زمانی شرقی می باشد. یوتی‌سی ۴:۰۰-| تاریخ  | ساعت  |           | امتیاز |          | ست ۱  | ست ۲  | ست ۳  | ست ۴  | ست ۵  | مجموع   | گزارش  |
| ------ | ----- | --------- | ------ | -------- | ----- | ----- | ----- | ----- | ----- | ------- | ------ |
| ۱۱ Jun | ۱۱:۰۰ | بلغارستان | ۳–۱    | ایتالیا  | ۲۵–۱۶ | ۲۲–۲۵ | ۲۵–۱۹ | ۲۵–۱۹ |       | ۹۷–۷۹   | Report |
| ۱۱ Jun | ۱۶:۳۰ | آرژانتین  | ۱–۳    | فرانسه   | ۲۲–۲۵ | ۲۵–۱۳ | ۲۲–۲۵ | ۱۹−۲۵ |       | ۸۸–۵۷   | Report |
| ۱۱ Jun | ۲۰:۰۰ | آلمان     | ۳–۲    | کانادا   | ۲۳–۲۵ | ۲۵–۱۹ | ۲۱–۲۵ | ۲۵–۲۳ | ۱۵–۱۱ | ۱۰۹–۱۰۳ | Report |
| ۱۲ Jun | ۱۶:۳۰ | آلمان     | ۲–۳    | ایتالیا  | ۲۵–۲۱ | ۲۵–۲۰ | ۱۹–۲۵ | ۲۳–۲۵ | ۱۱–۱۵ | ۱۰۳–۱۰۶ | Report |
| ۱۲ Jun | ۲۰:۰۰ | آرژانتین  | ۳–۲    | کانادا   | ۲۵–۲۲ | ۲۱–۲۵ | ۱۴–۲۵ | ۲۵–۲۲ | ۱۵–۸  | ۱۰۰–۱۰۲ | Report |
| ۱۳ Jun | ۱۶:۳۰ | بلغارستان | ۳–۰    | آرژانتین | ۲۵–۲۱ | ۲۵–۲۰ | ۲۸–۲۶ |       |       | ۷۸–۶۷   | Report |
| ۱۳ Jun | ۲۰:۰۰ | فرانسه    | ۳–۱    | ایتالیا  | ۲۵–۱۸ | ۲۵–۲۲ | ۱۹–۲۵ | ۲۶–۲۴ |       | ۹۵–۸۹   | Report |
| ۱۴ Jun | ۱۶:۳۰ | کانادا    | ۲–۳    | فرانسه   | ۲۲–۲۵ | ۲۷–۲۹ | ۲۹–۲۷ | ۲۵–۲۱ | ۱۶–۱۵ | ۱۱۹–۱۱۷ | Report |
| ۱۴ Jun | ۲۰:۰۰ | بلغارستان | ۳–۲    | آلمان    | ۲۵–۲۲ | ۲۲–۲۵ | ۲۵–۱۹ | ۲۳–۲۵ | ۱۵–۱۲ | ۱۱۰–۱۰۳ | Report |
| ۱۵ Jun | ۱۱:۰۰ | آرژانتین  | ۱–۳    | ایتالیا  | ۲۳–۲۵ | ۲۵–۱۷ | ۳۵–۳۷ | ۲۱–۲۵ |       | ۱۰۴–۱۰۴ | Report |
| ۱۵ Jun | ۱۴:۳۰ | آلمان     | ۳–۱    | فرانسه   | ۲۳–۲۵ | ۲۵–۱۹ | ۲۹–۲۷ | ۲۹–۲۷ |       | ۱۰۶–۹۸  | Report |
| ۱۵ Jun | ۱۸:۰۰ | بلغارستان | ۰–۳    | کانادا   | ۲۴–۲۶ | ۲۳–۲۵ | ۱۹–۲۵ |       |       | ۶۶–۷۶   | Report |

#### گروه ۲ریو-برزیل
- همه زمان ها به زمان استاندارد برزیل می باشد. یوتی‌سی ۳:۰۰-| تاریخ  | ساعت  |                     | امتیاز |                     | ست ۱  | ست ۲  | ست ۳  | ست ۴  | ست ۵  | مجموع   | گزارش  |
| ------ | ----- | ------------------- | ------ | ------------------- | ----- | ----- | ----- | ----- | ----- | ------- | ------ |
| ۱۱ Jun | ۱۴:۰۰ | اوکراین             | ۳–۰    | ایالات متحده آمریکا | ۲۵–۲۲ | ۲۵–۲۰ | ۲۵–۲۳ |       |       | ۷۵–۶۵   | Report |
| ۱۱ Jun | ۱۷:۳۰ | برزیل               | ۳–۰    | ایران               | ۲۵–۱۹ | ۲۵–۱۶ | ۲۵–۱۸ |       |       | ۷۵–۵۳   | Report |
| ۱۱ Jun | ۲۱:۰۰ | اسلوونی             | ۳–۱    | کوبا                | ۲۵–۲۲ | ۲۱–۲۵ | ۲۵–۱۸ | ۲۵–۱۵ |       | ۹۶–۸۰   | Report |
| ۱۲ Jun | ۱۷:۳۰ | برزیل               | ۲–۳    | کوبا                | ۲۵–۲۷ | ۲۴–۲۶ | ۲۵–۲۱ | ۲۵–۲۰ | ۱۳–۱۵ | ۱۱۲–۱۰۹ | Report |
| ۱۲ Jun | ۲۱:۰۰ | ایالات متحده آمریکا | ۳–۲    | ایران               | ۱۹–۲۵ | ۲۱–۲۵ | ۲۵–۲۱ | ۲۵–۲۳ | ۱۷–۱۵ | ۱۰۷–۱۰۹ | Report |
| ۱۳ Jun | ۱۷:۳۰ | اوکراین             | ۳–۲    | کوبا                | ۲۵–۲۲ | ۲۰–۲۵ | ۲۵–۲۰ | ۱۷–۲۵ | ۱۵–۱۲ | ۱۰۲–۱۰۴ | Report |
| ۱۳ Jun | ۲۱:۰۰ | ایران               | ۲–۳    | اسلوونی             | ۲۵–۱۷ | ۲۳–۲۵ | ۱۸–۲۵ | ۲۵–۱۸ | ۱۲–۱۵ | ۱۰۳–۱۰۰ | Report |
| ۱۴ Jun | ۱۰:۰۰ | اوکراین             | ۲–۳    | برزیل               | ۲۵–۱۹ | ۲۵–۱۴ | ۲۲–۲۵ | ۲۳–۲۵ | ۱۰–۱۵ | ۱۰۵–۹۸  | Report |
| ۱۴ Jun | ۱۳:۳۰ | ایالات متحده آمریکا | ۱–۳    | اسلوونی             | ۲۲–۲۵ | ۲۵–۲۷ | ۲۵–۲۰ | ۲۳–۲۵ |       | ۹۵–۹۷   | Report |
| ۱۵ Jun | ۱۰:۰۰ | برزیل               | ۳–۰    | اسلوونی             | ۲۵–۱۹ | ۲۹–۲۷ | ۲۵–۱۹ |       |       | ۷۹–۶۵   | Report |
| ۱۵ Jun | ۱۳:۳۰ | اوکراین             | ۲–۳    | ایران               | ۲۸–۳۰ | ۲۰–۲۵ | ۲۵–۲۲ | ۲۱–۲۵ | ۹–۱۵  | ۱۰۳–۱۱۷ | Report |
| ۱۵ Jun | ۱۷:۰۰ | کوبا                | ۱–۳    | ایالات متحده آمریکا | ۲۲–۲۵ | ۱۸–۲۵ | ۲۵–۱۸ | ۲۳–۲۵ |       | ۸۸–۹۳   | Report |

#### گروه ۳شی‌آن-چین
- همه زمان ها به زمان استاندارد چین می باشد. یوتی‌سی ۸:۰۰+| تاریخ  | ساعت  |         | امتیاز |         | ست ۱  | ست ۲  | ست ۳  | ست ۴  | ست ۵ | مجموع   | گزارش  |
| ------ | ----- | ------- | ------ | ------- | ----- | ----- | ----- | ----- | ---- | ------- | ------ |
| ۱۱ Jun | ۱۳:۳۰ | لهستان  | ۳–۱    | هلند    | ۲۵–۲۲ | ۲۲–۲۵ | ۲۵–۲۲ | ۲۵–۲۲ |      | ۹۷–۹۱   | Report |
| ۱۱ Jun | ۱۷:۰۰ | چین     | ۰–۳    | ژاپن    | ۲۳–۲۵ | ۱۴–۲۵ | ۲۲–۲۵ |       |      | ۵۹–۷۵   | Report |
| ۱۱ Jun | ۲۰:۳۰ | صربستان | ۳–۱    | ترکیه   | ۱۲–۲۵ | ۲۵–۲۲ | ۲۵–۲۳ | ۲۵–۲۳ |      | ۸۷–۹۳   | Report |
| ۱۲ Jun | ۱۷:۰۰ | چین     | ۳–۰    | صربستان | ۲۵–۲۳ | ۲۵–۲۳ | ۲۵–۲۰ |       |      | ۷۵–۶۶   | Report |
| ۱۲ Jun | ۲۰:۳۰ | لهستان  | ۳–۱    | ژاپن    | ۲۷–۲۵ | ۲۵–۲۲ | ۱۸–۲۵ | ۳۷–۳۹ |      | ۱۰۷–۱۱۱ | Report |
| ۱۳ Jun | ۱۷:۰۰ | ژاپن    | ۳–۰    | صربستان | ۲۵–۲۰ | ۲۵–۲۳ | ۲۶–۲۴ |       |      | ۷۶–۶۷   | Report |
| ۱۳ Jun | ۲۰:۳۰ | هلند    | ۳–۱    | ترکیه   | ۲۱–۲۵ | ۲۵–۲۳ | ۲۵–۲۲ | ۲۵–۲۳ |      | ۹۶–۹۳   | Report |
| ۱۴ Jun | ۱۵:۰۰ | چین     | ۳–۱    | هلند    | ۲۵–۱۹ | ۲۵–۲۰ | ۱۳–۲۵ | ۲۵–۱۷ |      | ۸۸–۸۱   | Report |
| ۱۴ Jun | ۱۹:۰۰ | ترکیه   | ۰–۳    | لهستان  | ۲۶–۲۸ | ۲۳–۲۵ | ۲۱–۲۵ |       |      | ۷۰–۷۸   | Report |
| ۱۵ Jun | ۱۱:۳۰ | هلند    | ۰–۳    | ژاپن    | ۱۸–۲۵ | ۲۳–۲۵ | ۱۸–۲۵ |       |      | ۵۹–۷۵   | Report |
| ۱۵ Jun | ۱۵:۰۰ | چین     | ۰–۳    | ترکیه   | ۲۲–۲۵ | ۲۱–۲۵ | ۲۰–۲۵ |       |      | ۶۳–۷۵   | Report |
| ۱۵ Jun | ۱۹:۰۰ | لهستان  | ۳–۰    | صربستان | ۲۵–۲۱ | ۲۵–۲۰ | ۲۵–۲۳ |       |      | ۷۵–۶۴   | Report |

### هفته ۲

#### گروه ۴بورگاس-بلغارستان
- همه زمان ها به ساعت تابستانی اروپای شرقی می باشد. یوتی‌سی ۳:۰۰+| تاریخ  | ساعت  |           | امتیاز |         | ست ۱  | ست ۲  | ست ۳  | ست ۴  | ست ۵  | مجموع   | گزارش  |
| ------ | ----- | --------- | ------ | ------- | ----- | ----- | ----- | ----- | ----- | ------- | ------ |
| ۲۵ Jun | ۱۲:۳۰ | اوکراین   | ۰–۳    | فرانسه  | ۲۳–۲۵ | ۲۱–۲۵ | ۱۷–۲۵ |       |       | ۶۱–۷۵   | Report |
| ۲۵ Jun | ۱۶:۰۰ | ترکیه     | ۰–۳    | اسلوونی | ۱۶–۲۵ | ۲۲–۲۵ | ۱۸–۲۵ |       |       | ۵۶–۷۵   | Report |
| ۲۵ Jun | ۱۹:۳۰ | بلغارستان | ۳–۰    | ژاپن    | ۲۷–۲۵ | ۲۵–۲۳ | ۲۵–۱۹ |       |       | ۷۷–۶۷   | Report |
| ۲۶ Jun | ۱۵:۰۰ | فرانسه    | ۲–۳    | ژاپن    | ۲۵–۲۲ | ۱۹–۲۵ | ۲۲–۲۵ | ۲۵–۲۰ | ۱۱–۱۵ | ۱۰۲–۱۰۷ | Report |
| ۲۶ Jun | ۱۸:۳۰ | ترکیه     | ۰–۳    | اوکراین | ۱۱–۲۵ | ۲۲–۲۵ | ۲۱–۲۵ |       |       | ۵۴–۷۵   | Report |
| ۲۷ Jun | ۱۶:۰۰ | اوکراین   | ۳–۲    | ژاپن    | ۲۴–۲۶ | ۲۵–۱۷ | ۲۵–۱۸ | ۲۲–۲۵ | ۱۵–۱۳ | ۱۱۱–۹۹  | Report |
| ۲۷ Jun | ۱۹:۳۰ | بلغارستان | ۳–۱    | اسلوونی | ۱۸–۲۵ | ۲۵–۲۳ | ۲۵–۲۱ | ۲۵–۲۲ |       | ۹۳–۹۱   | Report |
| ۲۸ Jun | ۱۵:۳۰ | اسلوونی   | ۰–۳    | فرانسه  | ۲۳–۲۵ | ۲۷–۲۹ | ۲۳–۲۵ |       |       | ۷۳–۷۹   | Report |
| ۲۸ Jun | ۱۹:۰۰ | بلغارستان | ۰–۳    | ترکیه   | ۲۰–۲۵ | ۲۰–۲۵ | ۲۱–۲۵ |       |       | ۶۱–۷۵   | Report |
| ۲۹ Jun | ۱۲:۰۰ | اسلوونی   | ۰–۳    | ژاپن    | ۲۵–۲۷ | ۲۵–۲۵ | ۱۶–۲۵ |       |       | ۶۶–۷۷   | Report |
| ۲۹ Jun | ۱۵:۳۰ | ترکیه     | ۰–۳    | فرانسه  | ۲۰–۲۵ | ۱۸–۲۵ | ۱۹–۲۵ |       |       | ۵۷–۷۵   | Report |
| ۲۹ Jun | ۱۹:۰۰ | بلغارستان | ۱–۳    | اوکراین | ۲۵–۲۰ | ۱۹–۲۵ | ۲۴–۲۶ | ۲۲–۲۵ |       | ۹۰–۹۶   | Report |

#### گروه ۵هافمن استیتز-ایالات متحده
- همه زمان ها به زمان منطقه زمانی مرکزی می باشد. یوتی‌سی ۵:۰۰-| تاریخ  | ساعت  |                     | امتیاز |                     | ست ۱  | ست ۲  | ست ۳  | ست ۴  | ست ۵  | مجموع   | گزارش  |
| ------ | ----- | ------------------- | ------ | ------------------- | ----- | ----- | ----- | ----- | ----- | ------- | ------ |
| ۲۵ Jun | ۱۲:۳۰ | ایتالیا             | ۳–۲    | لهستان              | ۲۵–۱۷ | ۲۳–۲۵ | ۲۱–۲۵ | ۲۵–۲۰ | ۱۵–۱۱ | ۱۰۹–۹۸  | Report |
| ۲۵ Jun | ۱۶:۰۰ | کانادا              | ۰–۳    | برزیل               | ۲۲–۲۵ | ۱۷–۲۵ | ۱۷–۲۵ |       |       | ۵۶–۷۵   | Report |
| ۲۵ Jun | ۱۹:۳۰ | چین                 | ۲–۳    | ایالات متحده آمریکا | ۲۲–۲۵ | ۲۵–۲۱ | ۲۵–۱۹ | ۱۶–۲۵ | ۱۱–۱۵ | ۹۹–۱۰۵  | Report |
| ۲۶ Jun | ۱۶:۰۰ | برزیل               | ۳–۰    | چین                 | ۲۵–۲۲ | ۲۵–۱۶ | ۲۵–۲۳ |       |       | ۷۵–۶۱   | Report |
| ۲۶ Jun | ۱۹:۳۰ | کانادا              | ۰–۳    | ایالات متحده آمریکا | ۲۳–۲۵ | ۲۲–۲۵ | ۲۸–۳۰ |       |       | ۷۳–۸۰   | Report |
| ۲۷ Jun | ۱۶:۰۰ | چین                 | ۰–۳    | ایتالیا             | ۱۸–۲۵ | ۱۵–۲۵ | ۱۹–۲۵ |       |       | ۵۲–۷۵   | Report |
| ۲۷ Jun | ۱۹:۳۰ | کانادا              | ۲–۳    | لهستان              | ۳۲–۳۰ | ۲۵–۱۴ | ۱۷–۲۵ | ۲۳–۲۵ | ۱۳–۱۵ | ۱۱۰–۱۰۹ | Report |
| ۲۸ Jun | ۱۶:۰۰ | برزیل               | ۳–۲    | ایتالیا             | ۲۵–۲۲ | ۲۱–۲۵ | ۳۳–۳۱ | ۱۷–۲۵ | ۱۵–۱۳ | ۱۱۱–۱۱۶ | Report |
| ۲۸ Jun | ۱۹:۳۰ | ایالات متحده آمریکا | ۰–۳    | لهستان              | ۲۰–۲۵ | ۲۱–۲۵ | ۲۲–۲۵ |       |       | ۶۳–۷۵   | Report |
| ۲۹ Jun | ۱۲:۳۰ | چین                 | ۰–۳    | کانادا              | ۲۳–۲۵ | ۲۰–۲۵ | ۲۳–۲۵ |       |       | ۶۶–۷۵   | Report |
| ۲۹ Jun | ۱۶:۰۰ | برزیل               | ۳–۱    | لهستان              | ۲۵–۲۱ | ۲۵–۲۱ | ۲۱–۲۵ | ۲۸–۲۶ |       | ۹۹–۹۳   | Report |
| ۲۹ Jun | ۱۹:۳۰ | ایالات متحده آمریکا | ۰–۳    | ایتالیا             | ۲۱–۲۵ | ۲۲–۲۵ | ۱۸–۲۵ |       |       | ۶۱–۷۵   | Report |

#### گروه ۶بلگراد-صربستان
- همه زمان ها به ساعت تابستانی اروپای مرکزی می باشد. یوتی‌سی ۲:۰۰+| تاریخ  | ساعت  |          | امتیاز |          | ست ۱  | ست ۲  | ست ۳  | ست ۴  | ست ۵  | مجموع   | گزارش  |
| ------ | ----- | -------- | ------ | -------- | ----- | ----- | ----- | ----- | ----- | ------- | ------ |
| ۲۵ Jun | ۱۳:۰۰ | آلمان    | ۱–۳    | کوبا     | ۲۵–۱۹ | ۱۸–۲۵ | ۲۲–۲۵ | ۲۱–۲۵ |       | ۸۶–۹۴   | Report |
| ۲۵ Jun | ۱۶:۳۰ | هلند     | ۰–۳    | آرژانتین | ۲۰–۲۵ | ۱۴–۲۵ | ۲۲–۲۵ |       |       | ۵۶–۷۵   | Report |
| ۲۵ Jun | ۲۰:۰۰ | صربستان  | ۱–۳    | ایران    | ۲۱–۲۵ | ۱۹–۲۵ | ۲۵–۲۳ | ۲۳–۲۵ |       | ۸۸–۹۸   | Report |
| ۲۶ Jun | ۱۶:۳۰ | هلند     | ۱–۳    | آلمان    | ۲۶–۲۴ | ۲۲–۲۵ | ۲۱–۲۵ | ۲۴–۲۶ |       | ۹۳–۱۰۰  | Report |
| ۲۶ Jun | ۲۰:۰۰ | صربستان  | ۱–۳    | کوبا     | ۲۵–۲۲ | ۲۲–۲۵ | ۱۶–۲۵ | ۱۶–۲۵ |       | ۷۹–۹۷   | Report |
| ۲۷ Jun | ۱۶:۳۰ | آرژانتین | ۱–۳    | ایران    | ۲۱–۲۵ | ۲۵–۲۲ | ۲۲–۲۵ | ۲۲–۲۵ |       | ۹۰–۹۷   | Report |
| ۲۷ Jun | ۲۰:۰۰ | هلند     | ۱–۳    | کوبا     | ۲۵–۲۱ | ۱۸–۲۵ | ۲۱–۲۵ | ۲۸–۳۰ |       | ۹۲–۱۰۱  | Report |
| ۲۸ Jun | ۱۶:۳۰ | آلمان    | ۳–۱    | ایران    | ۲۵–۲۲ | ۲۳–۲۵ | ۲۶–۲۴ | ۲۵–۲۲ |       | ۹۹–۹۳   | Report |
| ۲۸ Jun | ۲۰:۰۰ | صربستان  | ۱–۳    | آرژانتین | ۲۵–۱۸ | ۱۸–۲۵ | ۲۳–۲۵ | ۱۲–۲۵ |       | ۷۸–۹۳   | Report |
| ۲۹ Jun | ۱۳:۰۰ | ایران    | ۳–۲    | هلند     | ۲۵–۱۹ | ۲۲–۲۵ | ۲۱–۲۵ | ۲۵–۱۹ | ۱۵–۹  | ۱۰۸–۹۷  | Report |
| ۲۹ Jun | ۱۶:۳۰ | کوبا     | ۲–۳    | آرژانتین | ۲۵–۲۳ | ۲۳–۲۵ | ۲۱–۲۵ | ۲۵–۲۱ | ۱۱–۱۵ | ۱۰۵–۱۰۹ | Report |
| ۲۹ Jun | ۲۰:۰۰ | آلمان    | ۳–۱    | صربستان  | ۲۵–۲۰ | ۲۵–۲۱ | ۲۳–۲۵ | ۲۵–۱۷ |       | ۹۸–۸۳   | Report |

### هفته ۳

#### گروه ۷گدانسک-لهستان
- همه زمان ها به ساعت تابستانی اروپای مرکزی می باشد. یوتی‌سی ۲:۰۰+| تاریخ  | ساعت  |           | امتیاز |           | ست ۱  | ست ۲  | ست ۳  | ست ۴  | ست ۵  | مجموع   | گزارش  |
| ------ | ----- | --------- | ------ | --------- | ----- | ----- | ----- | ----- | ----- | ------- | ------ |
| ۱۶ Jul | ۱۳:۰۰ | چین       | ۱–۳    | فرانسه    | ۲۵–۲۲ | ۲۲–۲۵ | ۲۳–۲۵ | ۱۷–۲۵ |       | ۸۷–۹۷   | Report |
| ۱۶ Jul | ۱۶:۳۰ | بلغارستان | ۲–۳    | کوبا      | ۲۵–۲۳ | ۱۷–۲۵ | ۲۵–۲۳ | ۲۵–۲۷ | ۱۳–۱۵ | ۱۰۵–۱۱۳ | Report |
| ۱۶ Jul | ۲۰:۰۰ | ایران     | ۲–۳    | لهستان    | ۱۹–۲۵ | ۲۵–۲۳ | ۱۸–۲۵ | ۲۵–۲۱ | ۸–۱۵  | ۹۵–۱۰۹  | Report |
| ۱۷ Jul | ۱۶:۳۰ | چین       | ۰–۳    | ایران     | ۲۶–۲۸ | ۲۱–۲۵ | ۱۷–۲۵ |       |       | ۶۴–۷۸   | Report |
| ۱۷ Jul | ۲۰:۰۰ | کوبا      | ۳–۱    | لهستان    | ۲۲–۲۵ | ۲۵–۱۹ | ۲۵–۲۱ | ۲۶–۲۴ |       | ۹۸–۸۹   | Report |
| ۱۸ Jul | ۱۶:۳۰ | کوبا      | ۲–۳    | فرانسه    | ۲۵–۲۰ | ۱۵–۲۵ | ۲۵–۲۳ | ۲۱–۲۵ | ۹–۱۵  | ۹۵–۱۰۸  | Report |
| ۱۸ Jul | ۲۰:۰۰ | چین       | ۰–۳    | بلغارستان | ۲۳–۲۵ | ۱۶–۲۵ | ۲۴–۲۶ |       |       | ۶۳–۷۶   | Report |
| ۱۹ Jul | ۱۷:۰۰ | بلغارستان | ۳–۲    | لهستان    | ۱۷–۲۵ | ۲۵–۲۲ | ۲۵–۲۳ | ۲۶–۲۸ | ۱۵–۱۱ | ۱۰۸–۱۰۹ | Report |
| ۱۹ Jul | ۲۰:۳۰ | ایران     | ۰–۳    | فرانسه    | ۲۴–۲۶ | ۱۶–۲۵ | ۲۴–۲۶ |       |       | ۶۴–۷۷   | Report |
| ۲۰ Jul | ۱۳:۳۰ | چین       | ۳–۲    | کوبا      | ۲۰–۲۵ | ۲۵–۲۳ | ۱۵–۲۵ | ۲۵–۲۲ | ۱۹–۱۷ | ۱۰۴–۱۱۲ | Report |
| ۲۰ Jul | ۱۷:۰۰ | بلغارستان | ۰–۳    | ایران     | ۱۷–۲۵ | ۱۷–۲۵ | ۱۶–۲۵ |       |       | ۵۰–۷۵   | Report |
| ۲۰ Jul | ۲۰:۳۰ | فرانسه    | ۲–۳    | لهستان    | ۳۰–۳۲ | ۲۵–۲۰ | ۲۰–۲۵ | ۲۵–۲۳ | ۱۲–۱۵ | ۱۱۲–۱۱۵ | Report |

#### گروه ۸لیوبلیانا-اسلوونی
- همه زمان ها به ساعت تابستانی اروپای مرکزی می باشد. یوتی‌سی ۲:۰۰+| تاریخ  | ساعت  |         | امتیاز |         | ست ۱  | ست ۲  | ست ۳  | ست ۴  | ست ۵  | مجموع   | گزارش  |
| ------ | ----- | ------- | ------ | ------- | ----- | ----- | ----- | ----- | ----- | ------- | ------ |
| ۱۶ Jul | ۱۳:۰۰ | اوکراین | ۳–۲    | هلند    | ۲۵–۲۱ | ۲۰–۲۵ | ۲۰–۲۵ | ۲۶–۲۴ | ۱۵–۱۳ | ۱۰۶–۱۰۸ | Report |
| ۱۶ Jul | ۱۶:۳۰ | صربستان | ۰–۳    | ایتالیا | ۱۵–۲۵ | ۱۴–۲۵ | ۱۶–۲۵ |       |       | ۴۵–۷۵   | Report |
| ۱۶ Jul | ۲۰:۳۰ | کانادا  | ۱–۳    | اسلوونی | ۲۵–۲۱ | ۲۱–۲۵ | ۱۹–۲۵ | ۲۱–۲۵ |       | ۸۶–۹۶   | Report |
| ۱۷ Jul | ۱۶:۳۰ | اوکراین | ۲–۳    | ایتالیا | ۱۵–۲۵ | ۲۰–۲۵ | ۲۵–۱۶ | ۲۵–۲۳ | ۱۰–۱۵ | ۹۵–۱۰۴  | Report |
| ۱۷ Jul | ۲۰:۳۰ | هلند    | ۰–۳    | اسلوونی | ۱۸–۲۵ | ۱۹–۲۵ | ۲۱–۲۵ |       |       | ۵۸–۷۵   | Report |
| ۱۸ Jul | ۱۶:۳۰ | اوکراین | ۰–۳    | صربستان | ۲۲–۲۵ | ۱۹–۲۵ | ۱۷–۲۵ |       |       | ۵۸–۷۵   | Report |
| ۱۸ Jul | ۲۰:۰۰ | هلند    | ۰–۳    | کانادا  | ۲۲–۲۵ | ۲۰–۲۵ | ۱۵–۲۵ |       |       | ۵۷–۷۵   | Report |
| ۱۹ Jul | ۱۶:۳۰ | صربستان | ۳–۱    | کانادا  | ۱۵–۲۵ | ۲۵–۲۲ | ۲۵–۱۸ | ۲۵–۲۲ |       | ۹۰–۸۷   | Report |
| ۱۹ Jul | ۲۰:۳۰ | اسلوونی | ۰–۳    | ایتالیا | ۲۲–۲۵ | ۲۰–۲۵ | ۲۳–۲۵ |       |       | ۶۵–۷۵   | Report |
| ۲۰ Jul | ۱۳:۰۰ | اوکراین | ۱–۳    | کانادا  | ۲۱–۲۵ | ۲۷–۲۵ | ۲۹–۳۱ | ۲۱–۲۵ |       | ۹۸–۱۰۶  | Report |
| ۲۰ Jul | ۱۶:۳۰ | هلند    | ۰–۳    | ایتالیا | ۱۳–۲۵ | ۲۲–۲۵ | ۱۹–۲۵ |       |       | ۵۴–۷۵   | Report |
| ۲۰ Jul | ۲۰:۳۰ | صربستان | ۲–۳    | اسلوونی | ۲۱–۲۵ | ۲۵–۲۳ | ۲۵–۲۳ | ۱۸–۲۵ | ۱۵–۱۷ | ۱۰۴–۱۱۳ | Report |

#### گروه ۹چیبا-ژاپن
- همه زمان ها به زمان استاندارد ژاپن می باشد. یوتی‌سی ۹:۰۰+| تاریخ  | ساعت  |                     | امتیاز |                     | ست ۱  | ست ۲  | ست ۳  | ست ۴  | ست ۵  | مجموع   | گزارش  |
| ------ | ----- | ------------------- | ------ | ------------------- | ----- | ----- | ----- | ----- | ----- | ------- | ------ |
| ۱۵ Jul | ۱۹:۳۰ | ایالات متحده آمریکا | ۰–۳    | ژاپن                | ۲۱–۲۵ | ۱۹–۲۵ | ۲۳–۲۵ |       |       | ۶۳–۷۵   | Report |
| ۱۶ Jul | ۱۲:۳۰ | آرژانتین            | ۱–۳    | برزیل               | ۲۱–۲۵ | ۲۳–۲۵ | ۲۶–۲۴ | ۱۸–۲۵ |       | ۸۸–۹۹   | Report |
| ۱۶ Jul | ۱۶:۰۰ | ترکیه               | ۰–۳    | ایالات متحده آمریکا | ۲۴–۲۶ | ۲۱–۲۵ | ۲۷–۲۹ |       |       | ۷۲–۸۰   | Report |
| ۱۷ Jul | ۱۶:۰۰ | آلمان               | ۱–۳    | ژاپن                | ۲۵–۲۱ | ۲۰–۲۵ | ۲۳–۲۵ | ۲۰–۲۵ |       | ۸۸–۹۶   | Report |
| ۱۷ Jul | ۱۶:۰۰ | ترکیه               | ۳–۱    | آلمان               | ۲۹–۲۷ | ۲۵–۲۲ | ۱۸–۲۵ | ۳۰–۲۸ |       | ۱۰۲–۱۰۲ | Report |
| ۱۷ Jul | ۱۹:۳۰ | آرژانتین            | ۲–۳    | ژاپن                | ۲۵–۲۳ | ۲۵–۲۳ | ۲۱–۲۵ | ۲۳–۲۵ | ۱۳–۱۵ | ۱۰۷–۱۱۱ | Report |
| ۱۸ Jul | ۱۶:۰۰ | آرژانتین            | ۱–۳    | ایالات متحده آمریکا | ۲۳–۲۵ | ۲۵–۲۰ | ۲۰–۲۵ | ۲۳–۲۵ |       | ۹۱–۹۵   | Report |
| ۱۸ Jul | ۱۹:۳۰ | ترکیه               | ۱–۳    | برزیل               | ۲۲–۲۵ | ۲۴–۲۶ | ۲۵–۲۲ | ۲۲–۲۵ |       | ۹۳–۹۸   | Report |
| ۱۹ Jul | ۱۶:۰۰ | آلمان               | ۳–۲    | ایالات متحده آمریکا | ۲۵–۲۲ | ۲۲–۲۵ | ۱۷–۲۵ | ۲۵–۱۵ | ۱۵–۱۲ | ۱۰۴–۹۹  | Report |
| ۱۹ Jul | ۱۹:۳۰ | برزیل               | ۳–۰    | ژاپن                | ۲۵–۲۱ | ۲۵–۲۳ | ۲۸–۲۶ |       |       | ۷۸–۷۰   | Report |
| ۲۰ Jul | ۱۴:۰۰ | ترکیه               | ۲–۳    | آرژانتین            | ۲۵–۱۸ | ۲۱–۲۵ | ۱۹–۲۵ | ۲۵–۱۷ | ۱۵–۱۷ | ۱۰۵–۱۰۲ | Report |
| ۲۰ Jul | ۱۷:۳۰ | آلمان               | ۱–۳    | برزیل               | ۲۵–۲۱ | ۲۳–۲۵ | ۲۰–۲۵ | ۲۱–۲۵ |       | ۸۹–۹۶   | Report |

## دور نهایی
- همه زمان ها به زمان استاندارد چین می باشد. یوتی‌سی ۸:۰۰+

|  | یک چهارم نهایی | یک چهارم نهایی |          |   | نیمه نهایی | نیمه نهایی |  |  | فینال | فینال |
|  |                |                |          |   |            |            |  |  |       |       |
|  | 30 July        |                |          |   |            |            |  |  |       |       |
|  |                |                |          |   |            |            |  |  |       |       |
|  | 1 برزیل        | 3              |          |   |            |            |  |  |       |       |
|  | 1 برزیل        | 3              | 2 August |   |            |            |  |  |       |       |
|  | 8 چین          | 1              |          |   |            |            |  |  |       |       |
|  | 8 چین          | 1              | برزیل    | 0 |            |            |  |  |       |       |
|  | 30 July        |                | برزیل    | 0 |            |            |  |  |       |       |
|  |                | لهستان         | 3        |   |            |            |  |  |       |       |
|  | 4 ژاپن         | لهستان         | 3        | 0 |            |            |  |  |       |       |
|  | 4 ژاپن         |                | 3 August | 0 |            |            |  |  |       |       |
|  | 5 لهستان       | 3              |          |   |            |            |  |  |       |       |
|  | 5 لهستان       | 3              | لهستان   | 3 |            |            |  |  |       |       |
|  | 31 July        |                | لهستان   | 3 |            |            |  |  |       |       |
|  |                | ایتالیا        | 0        |   |            |            |  |  |       |       |
|  | 2 ایتالیا      | ایتالیا        | 0        | 3 |            |            |  |  |       |       |
|  | 2 ایتالیا      | 2 August       |          | 3 |            |            |  |  |       |       |
|  | 7 کوبا         | 1              |          |   |            |            |  |  |       |       |
|  | 7 کوبا         | 1              | ایتالیا  | 3 |            |            |  |  |       |       |
|  | 31 July        |                | ایتالیا  | 3 |            |            |  |  |       |       |
|  |                | اسلوونی        | 1        |   | رده بندی   | رده بندی   |  |  |       |       |
|  | 3 فرانسه       | اسلوونی        | 1        | 1 | رده بندی   | رده بندی   |  |  |       |       |
|  | 3 فرانسه       |                | 3 August | 1 |            |            |  |  |       |       |
|  | 6 اسلوونی      | 3              |          |   |            |            |  |  |       |       |
|  | 6 اسلوونی      | 3              | برزیل    | 3 |            |            |  |  |       |       |
|  |                |                |          |   |            |            |  |  |       |       |
|  | اسلوونی        | 1              |          |   |            |            |  |  |       |       |
|  | اسلوونی        | 1              |          |   |            |            |  |  |       |       |

### یک چهارم نهایی
| تاریخ  | ساعت  |         | امتیاز |         | ست ۱  | ست ۲  | ست ۳  | ست ۴  | ست ۵ | مجموع  | گزارش     |
| ------ | ----- | ------- | ------ | ------- | ----- | ----- | ----- | ----- | ---- | ------ | --------- |
| ۳۰ Jul | ۱۵:۰۰ | ایتالیا | ۳–۱    | کوبا    | ۲۵–۱۸ | ۲۵–۱۹ | ۲۰–۲۵ | ۲۵–۲۱ |      | ۹۵–۸۳  | P2 Report |
| ۳۰ Jul | ۱۹:۰۰ | برزیل   | ۳–۱    | چین     | ۲۹–۳۱ | ۲۵–۱۹ | ۲۵–۱۶ | ۲۵–۲۱ |      | ۱۰۴–۸۷ | P2 Report |
| ۳۱ Jul | ۱۵:۰۰ | فرانسه  | ۱–۳    | اسلوونی | ۲۲–۲۵ | ۲۵–۱۵ | ۱۹–۲۵ | ۱۸–۲۵ |      | ۸۴–۹۰  | P2 Report |
| ۳۱ Jul | ۱۹:۰۰ | ژاپن    | ۰–۳    | لهستان  | ۲۳–۲۵ | ۲۴–۲۶ | ۱۲–۲۵ |       |      | ۵۹–۷۶  | P2 Report |

### نیمه نهایی
| تاریخ | ساعت  |         | امتیاز |         | ست ۱  | ست ۲  | ست ۳  | ست ۴  | ست ۵ | مجموع | گزارش  |
| ----- | ----- | ------- | ------ | ------- | ----- | ----- | ----- | ----- | ---- | ----- | ------ |
| ۲ Aug | ۱۵:۰۰ | ایتالیا | ۳–۱    | اسلوونی | ۲۵–۲۲ | ۲۲–۲۵ | ۲۵–۲۱ | ۲۵–۱۸ |      | ۹۷–۸۶ | Report |
| ۲ Aug | ۱۹:۰۰ | برزیل   | ۰–۳    | لهستان  | ۲۶–۲۸ | ۱۹–۲۵ | ۲۱–۲۵ |       |      | ۶۶–۷۸ | Report |

### رده بندی
| تاریخ | ساعت  |       | امتیاز |         | ست ۱  | ست ۲  | ست ۳  | ست ۴  | ست ۵ | مجموع | گزارش  |
| ----- | ----- | ----- | ------ | ------- | ----- | ----- | ----- | ----- | ---- | ----- | ------ |
| ۳ Aug | ۱۵:۰۰ | برزیل | ۳–۱    | اسلوونی | ۲۳–۲۵ | ۲۵–۲۰ | ۲۵–۲۳ | ۲۵–۱۹ |      | ۹۸–۸۷ | Report |

### فینال
| تاریخ | ساعت  |        | امتیاز |         | ست ۱  | ست ۲  | ست ۳  | ست ۴ | ست ۵ | مجموع | گزارش  |
| ----- | ----- | ------ | ------ | ------- | ----- | ----- | ----- | ---- | ---- | ----- | ------ |
| ۳ Aug | ۱۹:۰۰ | لهستان | ۳–۰    | ایتالیا | ۲۵–۲۲ | ۲۵–۱۹ | ۲۵–۱۴ |      |      | ۷۵–۵۵ | Report |

## رتبه بندی نهایی
| رتبه | تیم                 |
| ---- | ------------------- |
| 1    | لهستان              |
| 2    | ایتالیا             |
| 3    | برزیل               |
| ۴    | اسلوونی             |
| ۵    | فرانسه              |
| ۶    | ژاپن                |
| ۷    | کوبا                |
| ۸    | چین                 |
| ۹    | ایران               |
| ۱۰   | اوکراین             |
| ۱۱   | بلغارستان           |
| ۱۲   | ایالات متحده آمریکا |
| ۱۳   | آرژانتین            |
| ۱۴   | کانادا              |
| ۱۵   | آلمان               |
| ۱۶   | صربستان             |
| ۱۷   | ترکیه               |
| ۱۸   | هلند                |

| قهرمان لیگ ملت‌های والیبال مردان ۲۰۲۵ |
| ------------------------------------ |
| · لهستان · دومین عنوان               |

1. ↑  «برنامه دیدارهای نهایی لیگ ملت‌های والیبال ۲۰۲۵ منتشر شد». Fararu | فرارو. ۲۰۲۵-۰۷-۱۸. دریافت‌شده در ۲۰۲۵-۰۷-۱۸.
2. ↑  «اعلام برنامه کامل مرحله مقدماتی لیگ ملت‌های والیبال ۲۰۲۵». ایسنا. ۲۰۲۴-۱۲-۲۴. دریافت‌شده در ۲۰۲۵-۰۵-۰۲.
3. ↑  «برنامه کامل مرحله مقدماتی لیگ ملت‌های والیبال 2025 - تسنیم». خبرگزاری تسنیم | Tasnim. دریافت‌شده در ۲۰۲۵-۰۵-۰۲.